# Poľanovce
Poľanovce (allemand : Polansdorf) est un village de Slovaquie situé dans la région de Prešov.

## Histoire
Première mention écrite du village en 1270.

## Démographie

### Évolution de la population
| Année:               | 1994. | 2004.    | 2014.   | 2024.   |
| -------------------- | ----- | -------- | ------- | ------- |
| Nombre de personnes: | 307   | 175      | 172     | 160     |
| Différence:          |       | -42,99 % | -1,71 % | -6,97 % |

| Année:               | 2023. | 2024. |
| -------------------- | ----- | ----- |
| Nombre de personnes: | 160   | 160   |
| Différence:          |       | +0 %  |